# محمدیه (خوسف)
محمدیه، روستایی در بخش مرکزی شهرستان خوسف استان خراسان جنوبی در شرق ایران است.

## جمعیت
بر پایه سرشماری عمومی نفوس و مسکن در سال ۱۳۹۵ جمعیت این آبادی، ۱٬۵۹۰ نفر (در ۴۶۰ خانوار) بوده‌است.